# Список птахів Гаяни

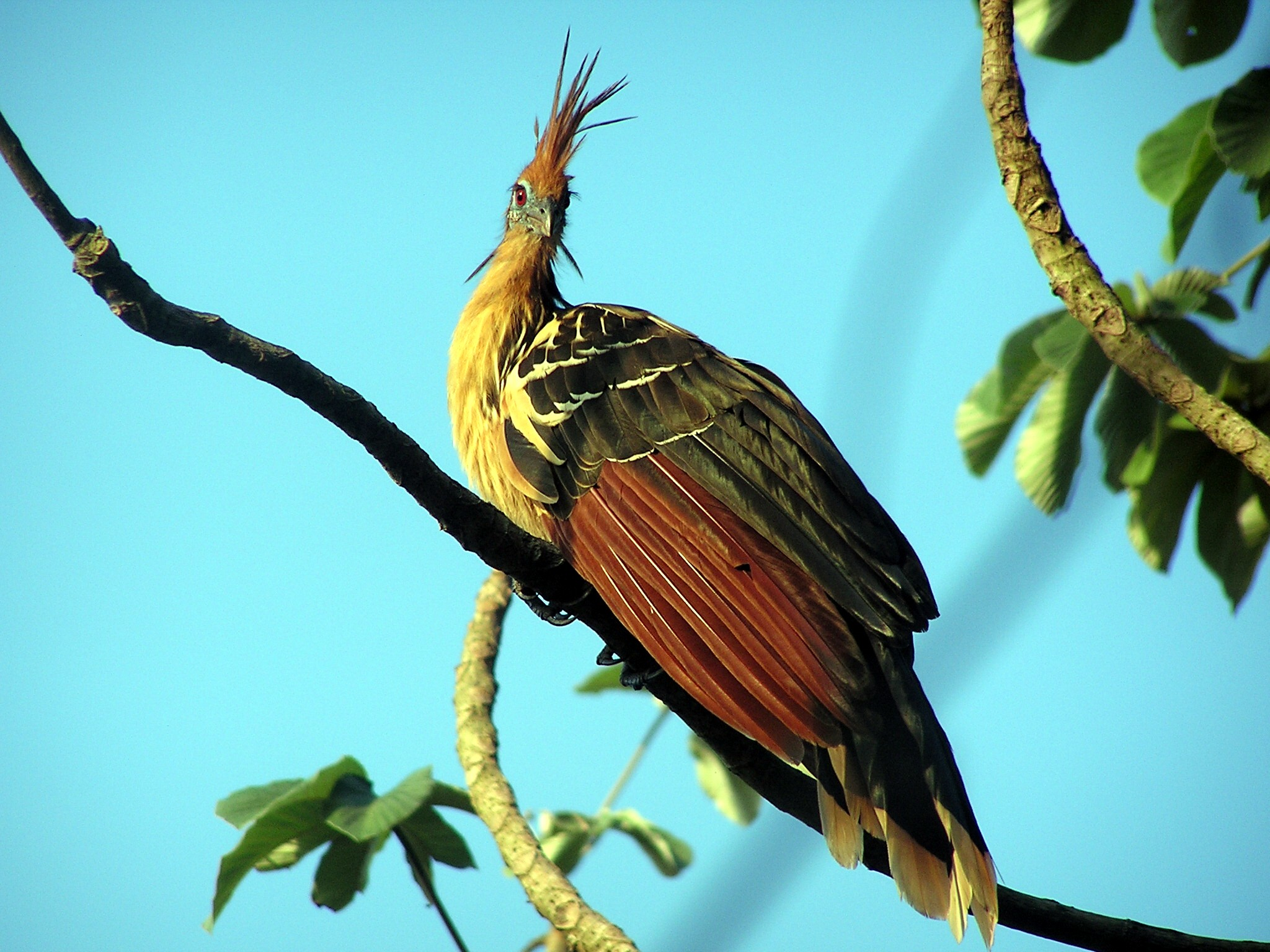
Гоацин (Opisthocomus hoazin) є національним птахом Гаяни

Це перелік видів птахів, зафіксованих на території Гаяни. Авіфауна Гаяни налічує загалом 784 види, з яких 1 вид був інтродукований людьми, а 2 види вимерли або були знищені на території країни. 33 види є гіпотетичними, а 1 вид має невизначений статус.

## Позначки
Наступні теги використані для виділення деяких категорій птахів.
- (I) Інтродукований — вид, завезений до Гаяни як наслідок, прямих чи непрямих дій людських дій
- (H) Гіпотетичний — вид, який за неперевіреними свідченнями спостерігався на території Гаяни
- (?) Невизначений — не зафіксований вид, який, однак, імовірно, присутній на території Гаяни

## Тинамуподібні(Tinamiformes)
Родина: Тинамові (Tinamidae)
- Тинаму великий, Tinamus major
- Татаупа сірий, Crypturellus cinereus
- Татаупа малий, Crypturellus soui
- Татаупа блідий, Crypturellus undulatus
- Татаупа червононогий, Crypturellus erythropus
- Татаупа амазонійський, Crypturellus variegatus
- Татаупа короткодзьобий, Crypturellus brevirostris

## Гусеподібні(Anseriformes)
Родина: Паламедеєві (Anhimidae)
- Паламедея, Anhima cornuta (знищений)

Родина: Качкові (Anatidae)
- Свистач рудий, Dendrocygna bicolor
- Свистач білоголовий, Dendrocygna viduata
- Свистач червонодзьобий, Dendrocygna autumnalis
- Каргарка гриваста, Neochen jubata
- Качка мускусна, Cairina moschata
- Качка американська, Sarkidiornis sylvicola
- Чирянка бразильська, Amazonetta brasiliensis
- Чирянка блакитнокрила, Spatula discors
- Шилохвіст білощокий, Anas bahamensis
- Шилохвіст північний, Anas acuta
- Савка маскова, Nomonyx dominicus

## Куроподібні(Galliformes)
Родина: Краксові (Cracidae)
- Пенелопа гаянська, Penelope marail
- Пенелопа амазонійська, Penelope jacquacu
- Абурі-крикун білоголовий, Pipile cumanensis
- Чачалака мала, Ortalis motmot
- Кракс тонкодзьобий, Crax alector
- Міту малий, Mitu tomentosum

Родина: Токрові (Odontophoridae)
- Перепелиця чубата, Colinus cristatus
- Токро гвіанський, Odontophorus gujanensis

## Фламінгоподібні(Phoenicopteriformes)
Родина: Фламінгові (Phoenicopteridae)
- Фламінго червоний, Phoenicopterus ruber

## Пірникозоподібні(Podicipediformes)
Родина: Пірникозові (Podicipedidae)
- Пірникоза домініканська, Tachybaptus dominicus
- Пірникоза рябодзьоба, Podilymbus podiceps

## Голубоподібні(Columbiformes)
Родина: Голубові (Columbidae)
- Голуб сизий, Columba livia (I)
- Голуб строкатий, Patagioenas speciosa
- Голуб рожевошиїй, Patagioenas cayennensis
- Голуб сірошиїй, Patagioenas plumbea
- Голуб коста-риканський, Patagioenas subvinacea
- Голубок бурий, Geotrygon montana
- Голубок фіолетовий, Geotrygon violacea
- Горличка білолоба, Leptotila verreauxi
- Горличка сіроголова, Leptotila rufaxilla
- Zenaida auriculata(інші мови)
- Талпакоті сірий, Claravis pretiosa
- Талпакоті строкатоголовий, Columbina passerina
- Талпакоті малий, Columbina minuta
- Талпакоті коричневий, Columbina talpacoti

## Зозулеподібні(Cuculiformes)
Родина: Зозулеві (Cuculidae)
- Ані великий, Crotophaga major
- Ані товстодзьобий, Crotophaga ani
- Тахете, Tapera naevia
- Таязура-клинохвіст мала, Dromococcyx pavoninus
- Таязура чорнодзьоба, Neomorphus rufipennis
- Піая мала, Coccycua minuta
- Піая велика, Piaya cayana
- Піая червонодзьоба, Piaya melanogaster
- Кукліло бурий, Coccyzus melacoryphus
- Кукліло північний, Coccyzus americanus
- Кукліло білочеревий, Coccyzus euleri
- Кукліло мангровий, Coccyzus minor

## Дрімлюгоподібні(Caprimulgiformes)
Родина: Гуахарові (Steatornithidae)
- Гуахаро, Steatornis caripensis

Родина: Потуєві (Nyctibiidae)
- Поту великий, Nyctibius grandis
- Поту довгохвостий, Nyctibius aethereus
- Поту малий, Nyctibius griseus
- Поту білокрилий, Nyctibius leucopterus
- Поту рудий, Nyctibius bracteatus

Родина: Дрімлюгові (Caprimulgidae)
- Накунда, Chordeiles nacunda
- Анаперо карликовий, Chordeiles pusillus
- Анаперо малий, Chordeiles acutipennis
- Анаперо віргінський, Chordeiles minor
- Анаперо-довгокрил бурий, Lurocalis semitorquatus
- Анаперо смугастохвостий, Nyctiprogne leucopyga
- Дрімлюга траурний, Nyctipolus nigrescens
- Дрімлюга довгодзьобий, Systellura longirostris
- Пораке рудощокий, Nyctidromus albicollis
- Дрімлюга венесуельський, Setopagis whitelyi
- Дрімлюга білохвостий, Hydropsalis cayennensis
- Дрімлюга світлобровий, Hydropsalis maculicaudus
- Дрімлюга-вилохвіст колумбійський, Hydropsalis climacocerca
- Дрімлюга рудий, Antrostomus rufus

## Серпокрильцеподібні(Apodiformes)
Родина: Серпокрильцеві (Apodidae)
- Свіфт нікарагуанський, Cypseloides cryptus
- Свіфт західний, Cypseloides niger
- Свіфт венесуельський, Streptoprocne phelpsi
- Свіфт болівійський, Streptoprocne zonaris
- Голкохвіст сірогузий, Chaetura cinereiventris
- Голкохвіст анапайський, Chaetura spinicaudus
- Голкохвіст колумбійський, Chaetura chapmani
- Голкохвіст вохристогузий, Chaetura brachyura
- Серпокрилець гірський, Aeronautes montivagus (H)
- Серпокрилець-крихітка неотропічний, Tachornis squamata
- Серпокрилець-вилохвіст малий, Panyptila cayennensis

Родина: Колібрієві (Trochilidae)
- Колібрі-топаз малиновий, Topaza pella
- Колібрі-якобін синьоголовий, Florisuga mellivora
- Ерміт-самітник бразильський, Glaucis hirsutus
- Ерміт світлохвостий, Threnetes leucurus
- Ерміт гаянський, Phaethornis rupurumii
- Ерміт тринідадський, Phaethornis longuemareus
- Ерміт рудий, Phaethornis ruber
- Ерміт сіроволий, Phaethornis augusti
- Ерміт прямодзьобий, Phaethornis bourcieri
- Ерміт венесуельський, Phaethornis superciliosus
- Колібрі-довгодзьоб синьолобий, Doryfera johannae
- Колібрі бурий, Colibri delphinae
- Колібрі синьочеревий, Colibri coruscans (H)
- Колібрі-фея зеленолобий, Heliothryx auritus
- Колібрі-зеленохвіст золотистий, Polytmus guainumbi
- Колібрі-зеленохвіст тепуйський, Polytmus milleri (H)
- Колібрі-зеленохвіст гвіанський, Polytmus theresiae
- Колібрі-манго шилодзьобий, Avocettula recurvirostris
- Колібрі-рубін, Chrysolampis mosquitus
- Колібрі-манго зеленогорлий, Anthracothorax viridigula
- Колібрі-манго чорногорлий, Anthracothorax nigricollis
- Рабудито, Discosura longicaudus
- Колібрі-кокетка золотовусий, Lophornis ornatus
- Колібрі-кокетка зеленовусий, Lophornis pavoninus
- Колібрі-діамант венесуельський, Heliodoxa xanthogonys
- Колібрі-ангел синьоголовий, Heliomaster longirostris
- Колібрі-аметист білочеревий, Calliphlox amethystina
- Колібрі-смарагд синьохвостий, Chlorostilbon mellisugus
- Колібрі-шаблекрил сірогрудий, Campylopterus largipennis
- Колібрі-шаблекрил пантепуйський, Campylopterus hyperythrus
- Колібрі-лісовичок буроголовий, Thalurania furcata
- Амазилія-берил зеленочерева, Saucerottia viridigaster
- Агиртрія бразильська, Chrysuronia versicolor
- Агиртрія білогорла, Chrysuronia brevirostris
- Агиртрія прибережна, Chrysuronia leucogaster
- Аріан венесуельський, Chionomesa fimbriata
- Колібрі-сапфір кактусовий, Hylocharis sapphirina
- Колібрі-сапфір білобородий, Chlorestes cyanus
- Колібрі-смарагд синьогорлий, Chlorestes notata

## Гоациноподібні(Opisthocomiformes)
Родина: Гоацинові (Opisthocomidae)
- Гоацин, Opisthocomus hoazin

## Журавлеподібні(Gruiformes)
Родина: Арамові (Aramidae)
- Арама, Aramus guarauna

Родина: Агамієві (Psophiidae)
- Агамі сірокрилий, Psophia crepitans

Родина: Пастушкові (Rallidae)
- Пастушок-тріскунець, Rallus longirostris
- Султанка американська, Porphyrio martinica
- Султанка жовтодзьоба, Porphyrio flavirostris
- Деркач каєнський, Rufirallus viridis
- Погонич жовтоволий, Laterallus flaviventer
- Погонич оливковий, Laterallus melanophaius
- Погонич амазонійський, Laterallus exilis
- Погонич-пігмей чорний, Coturnicops notatus
- Пастушок венесуельський, Micropygia schomburgkii
- Погонич попелястий, Mustelirallus albicollis
- Пастушок золотодзьобий, Mustelirallus erythrops
- Пастушок сірошиїй, Aramides cajaneus
- Пастушок гвіанський, Aramides axillaris
- Пастушок бурий, Amaurolimnas concolor
- Погонич каролінський, Porzana carolina
- Курочка латиноамериканська, Gallinula galeata

Родина: Лапчастоногові (Heliornithidae)
- Лапчастоніг неотропічний, Heliornis fulica

## Сивкоподібні(Charadriiformes)
Родина: Сивкові (Charadriidae)
- Сивка американська, Pluvialis dominica
- Сивка морська, Pluvialis squatarola
- Чайка каєнська, Vanellus cayanus
- Чайка чилійська, Vanellus chilensis
- Пісочник канадський, Charadrius semipalmatus
- Пісочник довгодзьобий, Charadrius wilsonia
- Пісочник пампасовий, Charadrius collaris

Родина: Чоботарові (Recurvirostridae)
- Himantopus mexicanus

Родина: Лежневі (Burhinidae)
- Лежень американський, Burhinus bistriatus

Родина: Баранцеві (Scolopacidae)
- Бартрамія, Bartramia longicauda
- Кульон ескімоський, Numenius borealis (ймовірно вимер)
- Кульон гудзонський, Numenius hudsonicus
- Грицик канадський, Limosa haemastica (H)
- Крем'яшник звичайний, Arenaria interpres
- Побережник ісландський, Calidris canutus
- Побережник довгоногий, Calidris himantopus (H)
- Побережник білий, Calidris alba
- Побережник-крихітка, Calidris minutilla
- Побережник білогрудий, Calidris fuscicollis
- Жовтоволик, Calidris subruficollis (H)
- Побережник арктичний, Calidris melanotos
- Побережник тундровий, Calidris pusilla
- Побережник аляскинський, Calidris mauri
- Неголь короткодзьобий, Limnodromus griseus
- Баранець-велетень, Gallinago undulata
- Gallinago delicata
- Баранець неотропічний, Gallinago paraguaiae
- Набережник плямистий, Actitis macularius
- Коловодник малий, Tringa solitaria
- Коловодник строкатий, Tringa melanoleuca
- Коловодник американський, Tringa semipalmata
- Коловодник жовтоногий, Tringa flavipes

Родина: Яканові (Jacanidae)
- Якана червонолоба, Jacana jacana

Родина: Поморникові (Stercorariidae)
- Поморник великий, Stercorarius skua
- Поморник середній, Stercorarius pomarinus
- Поморник короткохвостий, Stercorarius parasiticus (H)

Родина: Мартинові (Laridae)
- Leucophaeus atricilla
- Мартин чорнокрилий, Larus fuscus (H)
- Крячок бурий, Anous stolidus
- Крячок строкатий, Onychoprion fuscatus
- Крячок бурокрилий, Onychoprion anaethetus (H)
- Крячок карибський, Sternula antillarum
- Крячок амазонський, Sternula superciliaris
- Крячок великодзьобий, Phaetusa simplex
- Крячок чорнодзьобий, Gelochelidon nilotica
- Крячок чорний, Chlidonias niger (H)
- Крячок річковий, Sterna hirundo
- Крячок рожевий, Sterna dougallii
- Крячок полярний, Sterna paradisaea (H)
- Крячок рябодзьобий, Thalasseus sandvicensis
- Крячок королівський, Thalasseus maximus (H)
- Водоріз американський, Rynchops niger

## Тіганоподібні(Eurypygiformes)
Родина: Тіганові (Eurypygidae)
- Тігана, Eurypyga helias

## Буревісникоподібні(Procellariiformes)
Родина: Океанникові (Oceanitidae)
- Океанник Вільсона, Oceanites oceanicus

Родина: Качуркові (Hydrobatidae)
- Качурка північна, Hydrobates leucorhoa

Родина: Буревісникові (Procellariidae)
- Calonectris diomedea
- Буревісник великий, Ardenna gravis (H)
- Буревісник екваторіальний, Puffinus lherminieri

## Лелекоподібні(Ciconiiformes)
Родина: Лелекові (Ciconiidae)
- Магуарі, Ciconia maguari
- Ябіру неотропічний, Jabiru mycteria
- Міктерія, Mycteria americana

## Сулоподібні(Suliformes)
Родина: Фрегатові (Fregatidae)
- Фрегат карибський, Fregata magnificens

Родина: Сулові (Sulidae)
- Сула білочерева, Sula leucogaster

Родина: Змієшийкові (Anhingidae)
- Змієшийка американська, Anhinga anhinga

Родина: Бакланові (Phalacrocoracidae)
- Баклан бразильський, Phalacrocorax brasilianus

## Пеліканоподібні(Pelecaniformes)
Родина: Пеліканові (Pelecanidae)
- Пелікан бурий, Pelecanus occidentalis

Родина: Чаплеві (Ardeidae)
- Бушля рудошия, Tigrisoma lineatum
- Бушля чорношия, Tigrisoma fasciatum
- Агамія, Agamia agami
- Квак широкодзьобий, Cochlearius cochlearius
- Гова, Zebrilus undulatus
- Бугай строкатий, Botaurus pinnatus
- Бугайчик американський, Ixobrychus exilis
- Бугайчик аргентинський, Ixobrychus involucris
- Квак звичайний, Nycticorax nycticorax
- Квак чорногорлий, Nyctanassa violacea
- Чапля мангрова, Butorides striata
- Чапля єгипетська, Bubulcus ibis
- Кокої, Ardea cocoi
- Чепура велика, Ardea alba
- Чапля неотропічна, Pilherodius pileatus
- Чепура трибарвна, Egretta tricolor
- Чепура американська, Egretta thula
- Чепура блакитна, Egretta caerulea

Родина: Ібісові (Threskiornithidae)
- Ібіс червоний, Eudocimus ruber
- Коровайка бура, Plegadis falcinellus (H)
- Ібіс-довгохвіст, Cercibis oxycerca
- Ібіс каєнський, Mesembrinibis cayennensis
- Ібіс чорний, Phimosus infuscatus (H)
- Ібіс білокрилий, Theristicus caudatus
- Косар рожевий, Platalea ajaja

## Катартоподібні(Cathartiformes)
Родина: Катартові (Cathartidae)
- Кондор королівський, Sarcoramphus papa
- Урубу, Coragyps atratus
- Катарта червоноголова, Cathartes aura
- Катарта саванова, Cathartes burrovianus
- Катарта лісова, Cathartes melambrotus

## Яструбоподібні(Cathartiformes)
Родина: Скопові (Pandionidae)
- Скопа, Pandion haliaetus

Родина: Яструбові (Accipitridae)
- Шуліка-крихітка, Gampsonyx swainsonii
- Шуліка білохвостий, Elanus leucurus
- Chondrohierax uncinatus(інші мови)
- Шуляк каєнський, Leptodon cayanensis
- Elanoides forficatus(інші мови)
- Гарпія гвіанська, Morphnus guianensis
- Гарпія велика, Harpia harpyja
- Spizaetus tyrannus(інші мови)
- Spizaetus melanoleucus(інші мови)
- Spizaetus ornatus(інші мови)
- Канюк-рибалка, Busarellus nigricollis
- Шуліка-слимакоїд червоноокий, Rostrhamus sociabilis
- Helicolestes hamatus(інші мови)
- Harpagus bidentatus(інші мови)
- Harpagus diodon(інші мови)
- Ictinia plumbea(інші мови)
- Circus buffoni(інші мови)
- Яструб сірочеревий, Accipiter poliogaster
- Яструб-крихітка, Accipiter superciliosus
- Яструб неоарктичний, Accipiter striatus
- Яструб неотропічний, Accipiter bicolor
- Geranospiza caerulescens(інші мови)
- Buteogallus anthracinus(інші мови)
- Buteogallus aequinoctialis(інші мови)
- Buteogallus meridionalis(інші мови)
- Buteogallus urubitinga(інші мови)
- Buteogallus solitarius(інші мови) (H)
- Канюк великодзьобий, Rupornis magnirostris
- Канюк білохвостий, Geranoaetus albicaudatus
- Pseudastur albicollis(інші мови)
- Канюк жовтодзьобий, Leucopternis melanops
- Buteo nitidus(інші мови)
- Канюк ширококрилий, Buteo platypterus (H)
- Buteo brachyurus(інші мови)
- Buteo albonotatus(інші мови)

## Совоподібні(Strigiformes)
Родина: Сипухові (Tytonidae)
- Сипуха крапчаста, Tyto alba

Родина: Совові (Strigidae)
- Сплюшка неотропічна, Megascops choliba
- Сплюшка нагірна, Megascops roraimae
- Сплюшка амазонійська, Megascops watsonii
- Сова-рогань бура, Lophostrix cristata
- Сова вохристочерева, Pulsatrix perspicillata
- Пугач віргінський, Bubo virginianus
- Сова-лісовик бура, Ciccaba virgata
- Сова-лісовик смугаста, Ciccaba huhula
- Сичик-горобець бразильський, Glaucidium hardyi
- Сичик-горобець рудий, Glaucidium brasilianum
- Сич американський, Athene cunicularia
- Сич вохристолобий, Aegolius harrisii
- Сова-крикун, Asio clamator
- Сова темна, Asio stygius
- Сова болотяна, Asio flammeus

## Трогоноподібні(Trogoniformes)
Родина: Трогонові (Trogonidae)
- Трогон чорнохвостий, Trogon melanurus
- Трогон синьоволий, Trogon viridis
- Трогон фіолетововолий, Trogon violaceus
- Трогон жовтогрудий, Trogon rufus
- Трогон темноволий, Trogon collaris
- Трогон масковий, Trogon personatus

## Сиворакшоподібні(Coraciiformes)
Родина: Момотові (Momotidae)
- Момот чорнощокий, Momotus momota

Родина: Рибалочкові (Alcedinidae)
- Рибалочка-чубань неотропічний, Megaceryle torquata
- Рибалочка-чубань північний, Megaceryle alcyon (H)
- Рибалочка амазонійський, Chloroceryle amazona
- Рибалочка карликовий, Chloroceryle aenea
- Рибалочка зелений, Chloroceryle americana
- Рибалочка рудогрудий, Chloroceryle inda

## Дятлоподібні(Piciformes)
Родина: Якамарові (Galbulidae)
- Якамара бура, Brachygalba lugubris
- Якамара жовтодзьоба, Galbula albirostris
- Якамара рудохвоста, Galbula ruficauda
- Якамара зелена, Galbula galbula
- Якамара білочерева, Galbula leucogastra
- Якамара турмалінова, Galbula dea
- Якамара велика, Jacamerops aureus

Родина: Лінивкові (Bucconidae)
- Лінивка-строкатка великодзьоба, Notharchus macrorhynchos
- Лінивка-строкатка маскова, Notharchus tectus
- Лінивка плямистогруда, Bucco tamatia
- Лінивка рудоголова, Bucco capensis
- Таматія світлогруда, Malacoptila fusca
- Лінивка-коротун сіроголова, Nonnula rubecula
- Лінивка-чорнопер білоплеча, Monasa atra
- Лінивка ластівкова, Chelidoptera tenebrosa

Родина: Бородаткові (Capitonidae)
- Бородатка червоногорла, Capito niger

Родина: Туканові (Ramphastidae)
- Тукан великий, Ramphastos toco
- Тукан червонодзьобий, Ramphastos tucanus
- Тукан чорнодзьобий, Ramphastos vitellinus
- Тукан тепуйський, Aulacorhynchus whitelianus
- Тукан гвіанський, Selenidera piperivora
- Тукан колумбійський, Selenidera nattereri (H)
- Аракарі чорноголовий, Pteroglossus viridis
- Аракарі чорношиїй, Pteroglossus aracari

Родина: Дятлові (Picidae)
- Добаш малий, Picumnus exilis
- Добаш світлочеревий, Picumnus spilogaster
- Добаш зебровий, Picumnus cirratus
- Гіла біла, Melanerpes candidus (H)
- Melanerpes cruentatus(інші мови)
- Melanerpes rubricapillus(інші мови)
- Дзьоган червоногузий, Veniliornis kirkii
- Дзьоган гаянський, Veniliornis cassini
- Дзьоган мангровий, Veniliornis sanguineus
- Дзьоган малий, Veniliornis passerinus
- Campephilus rubricollis(інші мови)
- Campephilus melanoleucos(інші мови)
- Dryocopus lineatus(інші мови)
- Celeus torquatus(інші мови)
- Celeus undatus(інші мови)
- Celeus flavus(інші мови)
- Celeus elegans(інші мови)
- Дятел-смугань жовтогорлий, Piculus flavigula
- Дятел-смугань жовтовусий, Piculus chrysochloros
- Colaptes rubiginosus(інші мови)
- Colaptes punctigula(інші мови)

## Соколоподібні(Falconiformes)
Родина: Соколові (Falconidae)
- Макагуа, Herpetotheres cachinnans
- Рарія бразильська, Micrastur ruficollis
- Рарія венесуельська, Micrastur gilvicollis
- Рарія білочерева, Micrastur mirandollei
- Рарія білошия, Micrastur semitorquatus
- Каракара аргентинська, Caracara plancus
- Каракара червоногорла (Ibycter americanus)
- Каракара чорна, Daptrius ater
- Хімахіма, Milvago chimachima
- Боривітер американський, Falco sparverius
- Підсоколик малий, Falco columbarius (H)
- Підсоколик смугастогрудий, Falco rufigularis
- Підсоколик рудогрудий, Falco deiroleucus
- Сокіл мексиканський, Falco femoralis
- Сапсан, Falco peregrinus

## Папугоподібні(Psittaciformes)
Родина: Папугові (Psittacidae)
- Папуга строкатий, Touit batavicus
- Папуга синьокрилий, Touit huetii
- Папуга бразильський, Touit purpuratus
- Тепуї венесуельський, Nannopsittaca panychlora
- Тіріка синьокрилий, Brotogeris cyanoptera
- Тіріка жовтокрилий, Brotogeris chrysoptera
- Каїка чорноголовий, Pyrilia caica
- Папуга-червоногуз брунатний, Pionus fuscus
- Папуга-червоногуз синьоголовий, Pionus menstruus
- Амазон червонолобий, Amazona festiva
- Амазон синьощокий, Amazona dufresniana
- Амазон тринідадський, Amazona ochrocephala
- Амазон жовтолобий, Amazona farinosa
- Амазон венесуельський, Amazona amazonica
- Папуга-горобець темнодзьобий, Forpus modestus
- Папуга-горобець гвіанський, Forpus passerinus
- Папуга-білочеревець чорноголовий, Pionites melanocephalus
- Папуга білолобий, Deroptyus accipitrinus
- Котора синьолобий, Pyrrhura picta
- Котора гаянський, Pyrrhura egregia
- Аратинга рудоволий, Eupsittula pertinax
- Аратинга золотистоперий, Aratinga solstitialis
- Ара жовтощокий, Orthopsittaca manilatus
- Араурана, Ara ararauna
- Ара синьокрилий, Ara severus
- Араканга, Ara macao
- Ара червоно-зелений, Ara chloropterus
- Ара червоноплечий, Diopsittaca nobilis
- Аратинга венесуельський, Psittacara leucophthalmus

## Горобцеподібні(Passeriformes)
Родина: Сорокушові (Thamnophilidae)
- Мурахолюб рудогузий, Euchrepomis callinota
- Мурахолюб червоногузий, Euchrepomis spodioptila
- Колючник смугастий, Cymbilaimus lineatus
- Кущівник-чубань східний, Frederickena viridis
- Тараба, Taraba major
- Сорокуш-малюк північний, Sakesphorus canadensis
- Сорокуш смугастий, Thamnophilus doliatus
- Сорокуш сріблястий, Thamnophilus murinus
- Сорокуш плямистий, Thamnophilus punctatus
- Сорокуш-малюк чорноволий, Thamnophilus melanonotus
- Сорокуш амазонійський, Thamnophilus amazonicus
- Сорокуш венесуельський, Thamnophilus insignis
- Батарито лісовий, Dysithamnus mentalis
- Кущівник сірий, Thamnomanes ardesiacus
- Кущівник шиферний, Thamnomanes caesius
- Кадук рудочеревий, Isleria guttata
- Кущівник-тонкодзьоб, Pygiptila stellaris
- Кадук блідий, Epinecrophylla gutturalis
- Кадук карликовий, Myrmotherula brachyura
- Кадук смугастий, Myrmotherula surinamensis
- Кадук білобокий, Myrmotherula axillaris
- Кадук амазонійський, Myrmotherula longipennis
- Кадук чорногрудий, Myrmotherula behni
- Кадук сивий, Myrmotherula menetriesii
- Каатинга сива, Herpsilochmus sticturus
- Каатинга гвіанська, Herpsilochmus stictocephalus
- Каатинга попеляста, Herpsilochmus roraimae
- Herpsilochmus frater
- Каатинга плямистокрила, Microrhopias quixensis
- Рестинга бура, Formicivora grisea
- Мурав'янка-прудкокрил співоча, Hypocnemis cantator
- Ману шиферний, Cercomacroides laeta
- Ману тирановий, Cercomacroides tyrannina
- Ману панамський, Cercomacra nigricans
- Ману сірий, Cercomacra cinerascens
- Ману вузькодзьобий, Cercomacra carbonaria
- Гормігуеро білобровий, Myrmoborus leucophrys
- Мурав'янка-струмовик північна, Hypocnemoides melanopogon
- Аляпі сріблястий, Sclateria naevia
- Аляпі рудоголовий, Percnostola rufifrons
- Аляпі рораїманський, Myrmelastes saturatus
- Аляпі плямистокрилий, Myrmelastes leucostigma
- Покривник білочеревий, Myrmeciza longipes
- Покривник чорнощокий, Myrmoderus ferrugineus
- Покривник чорногорлий, Myrmophylax atrothorax
- Мурав'янка сірочерева, Myrmornis torquata
- Аракура білочуба, Pithys albifrons
- Мурав'янка рудогорла, Gymnopithys rufigula
- Мурав'янка-куцохвіст гвіанська, Hylophylax naevius
- Мурав'янка-куцохвіст велика, Willisornis poecilinotus

Родина: Гусеницеїдові (Conopophagidae)
- Гусеницеїд золотистий, Conopophaga aurita

Родина: Grallariidae
- Мурашниця королівська, Grallaria varia
- Мурашниця гватемальська, Grallaria guatimalensis
- Мурашниця плямиста, Hylopezus macularius
- Торорої малий, Myrmothera campanisona
- Торорої великий, Myrmothera simplex
- Понгіто сіроголовий, Grallaricula nana

Родина: Мурахоловові (Formicariidae)
- Мурахолов рудоголовий, Formicarius colma
- Мурахолов рудошиїй, Formicarius analis
- Товака бурогуза, Chamaeza campanisona

Родина: Горнерові (Furnariidae)
- Листовик бурий, Sclerurus obscurior
- Листовик короткодзьобий, Sclerurus rufigularis
- Листовик білогорлий, Sclerurus caudacutus
- Дереволаз-довгохвіст малий, Certhiasomus stictolaemus
- Дереволаз оливковий, Sittasomus griseicapillus
- Дереволаз-довгохвіст великий, Deconychura longicauda
- Грімпар білогорлий, Dendrocincla merula
- Грімпар сірощокий, Dendrocincla fuliginosa
- Дереволаз-долотодзьоб, Glyphorynchus spirurus
- Дереволаз світлодзьобий, Dendrexetastes rufigula
- Дереволаз підкоришниковий, Dendrocolaptes certhia
- Дереволаз строкатощокий, Dendrocolaptes picumnus
- Дереволаз-червонодзьоб східний, Hylexetastes perrotii
- Дереволаз-міцнодзьоб середній, Xiphocolaptes promeropirhynchus
- Кокоа смугастошиїй, Xiphorhynchus obsoletus
- Кокоа леопардовий, Xiphorhynchus pardalotus
- Кокоа жовтогорлий, Xiphorhynchus guttatus
- Кокоа світлодзьобий, Dendroplex picus
- Дереволаз-серподзьоб амазонійський, Campylorhamphus procurvoides
- Дереволаз строкатоголовий, Lepidocolaptes souleyetii
- Дереволаз амазонійський, Lepidocolaptes albolineatus
- Піколезна тонкодзьоба, Xenops tenuirostris
- Піколезна мала, Xenops minutus
- Пальмолаз, Berlepschia rikeri
- Піколезна рудохвоста, Microxenops milleri
- Furnarius leucopus(інші мови)
- Потічник, Lochmias nematura
- Філідор рудогузий, Philydor erythrocercum
- Філідор рудочеревий, Philydor pyrrhodes
- Філідор рудохвостий, Anabacerthia ruficaudata
- Філідор-лісовик білогорлий, Syndactyla roraimae
- Філідор-лісовик іржастий, Clibanornis rubiginosus
- Філідор-лісовик рудочеревий, Automolus rufipileatus
- Філідор-лісовик вохристогорлий, Automolus ochrolaemus
- Філідор-лісовик бурочеревий, Automolus infuscatus
- Рораїмія, Roraimia adusta
- Курутія рудоспинна, Cranioleuca vulpina (H)
- Курутія тепуйська, Cranioleuca demissa
- Мочарник жовтогорлий, Certhiaxis cinnamomeus
- Пію гаянський, Synallaxis gujanensis
- Пію бурий, Synallaxis macconnelli
- Пію блідий, Synallaxis albescens
- Пію бранкійський, Synallaxis kollari
- Пію темногузий, Synallaxis rutilans

Родина: Манакінові (Pipridae)
- Манакін-стрибун крихітний, Tyranneutes virescens
- Манакін-вертун білочеревий, Neopelma pallescens
- Манакін-вертун золоточубий, Neopelma chrysocephalum
- Манакін-червононіг гвіанський, Chiroxiphia pareola
- Манакін-бородань бразильський, Corapipo gutturalis
- Манакін оливковий, Xenopipo uniformis
- Манакін чорний, Xenopipo atronitens
- Салтарин венесуельський, Lepidothrix suavissima
- Салтарин білолобий, Lepidothrix serena
- Манакін-короткокрил білочеревий, Manacus manacus
- Манакін малиновий, Pipra aureola
- Манакінчик західний, Machaeropterus striolatus
- Салтарин білоголовий, Pseudopipra pipra
- Манакін рогатий, Ceratopipra cornuta
- Манакін золотоголовий, Ceratopipra erythrocephala

Родина: Котингові (Cotingidae)
- Плодоїд золотобровий, Pipreola whitelyi
- Кармінник східний, Phoenicircus carnifex
- Гребенечуб гвіанський, Rupicola rupicola
- Плодоїд малиновий, Haematoderus militaris
- Плодоїд пурпуровий, Querula purpurata
- Плодоїд рубінововолий, Pyroderus scutatus
- Красочуб білоокий, Cephalopterus ornatus
- Котинга-капуцин, Perissocephalus tricolor
- Котинга пурпурова, Cotinga cotinga
- Котинга бірюзова, Cotinga cayana
- Пига рожевошия, Lipaugus streptophorus
- Пига гаянська, Lipaugus vociferans
- Арапонга біла ,Procnias alba
- Арапонга чорнокрила, Procnias averano
- Котинга-білокрил амарантова, Xipholena punicea
- Плодоїд голошиїй, Gymnoderus foetidus

Родина: Бекардові (Tityridae)
- Бекарда чорноголова, Tityra inquisitor
- Бекарда велика, Tityra cayana
- Лорон оливковий, Schiffornis olivacea
- Аулія сіра, Laniocera hypopyrra
- Котингіта чорноголова, Iodopleura fusca
- Бекард білоголовий, Xenopsaris albinucha
- Бекард зелений, Pachyramphus viridis (H)
- Бекард сірий, Pachyramphus rufus
- Бекард рябокрилий, Pachyramphus polychopterus
- Бекард чорноголовий, Pachyramphus marginatus
- Бекард білочеревий, Pachyramphus surinamus
- Бекард рожевогорлий, Pachyramphus minor
- Пікоагудо, Oxyruncus cristatus
- Мухоїд королівський, Onychorhynchus coronatus
- Москверито рудохвостий, Terenotriccus erythrurus
- Тиранка світлогорла, Myiobius barbatus

Родина: Тиранові (Tyrannidae)
- Ірличок оливковий, Piprites chloris
- Москверито рудий, Neopipo cinnamomea
- Лопатодзьоб бурощокий, Platyrinchus saturatus
- Лопатодзьоб білогорлий, Platyrinchus mystaceus
- Лопатодзьоб золотоголовий, Platyrinchus coronatus
- Platyrinchus platyrhynchos
- Тиран-щебетун північний, Corythopis torquatus
- Ореджеріто оливковий, Pogonotriccus chapmani
- Тиранчик гвіанський, Phylloscartes virescens
- Тиранчик чорнолобий, Phylloscartes nigrifrons
- Тиранчик-мухолюб вохристий, Mionectes oleagineus
- Тиранчик-мухолюб рудогузий, Mionectes macconnelli
- Тиран-інка буроголовий, Leptopogon amaurocephalus
- Пікоплано оливковий, Rhynchocyclus olivaceus
- Мухоїд світлогорлий, Tolmomyias sulphurescens
- Мухоїд оливковолий, Tolmomyias assimilis
- Мухоїд сіроголовий, Tolmomyias poliocephalus
- Мухоїд жовтий, Tolmomyias flaviventris
- Аруна короткохвоста, Myiornis ecaudatus
- Тиранчик-чубань перуанський, Lophotriccus vitiosus
- Тиранчик-чубань гаянський, Lophotriccus galeatus
- Тиранчик жовтоокий, Atalotriccus pilaris
- Тітіріджі гаянський, Hemitriccus josephinae
- Тітіріджі білоокий, Hemitriccus zosterops
- Тітіріджі білочеревий, Hemitriccus margaritaceiventer
- Мухолов рудоволий, Poecilotriccus russatus
- Мухолов сизоголовий, Poecilotriccus sylvia
- Мухолов-клинодзьоб плямистий, Todirostrum maculatum
- Мухолов-клинодзьоб сірий, Todirostrum cinereum
- Мухолов-клинодзьоб біловусий, Todirostrum pictum
- Hirundinea ferruginea(інші мови)
- Тиран-малюк гвіанський, Zimmerius acer
- Інезія вохристовола, Inezia caudata
- Тиран-карлик амазонійський, Ornithion inerme
- Тиранчик-тонкодзьоб південний, Camptostoma obsoletum
- Еленія жовточерева, Elaenia flavogaster
- Еленія короткодзьоба, Elaenia parvirostris
- Еленія чубата, Elaenia cristata
- Еленія мала, Elaenia chiriquensis
- Еленія рудоголова, Elaenia ruficeps
- Еленія тепуйська, Elaenia olivina
- Тиран жовтоголовий, Tyrannulus elatus
- Тиранець лісовий, Myiopagis gaimardii
- Тиранець сірий, Myiopagis caniceps
- Тиранець суринамський, Myiopagis flavivertex
- Тиранець зелений, Myiopagis viridicata
- Тиранчик жовтий, Capsiempis flaveola
- Тиран-крихітка темноголовий, Phyllomyias griseiceps
- Тиранчик бурий, Phaeomyias murina
- Тиранчик-довгохвіст білогорлий, Mecocerculus leucophrys
- Тачурі-сірочуб темногорлий, Polystictus pectoralis
- Дорадито чубатий, Pseudocolopteryx sclateri
- Атіла амазонійський, Attila cinnamomeus
- Атіла золотогузий, Attila spadiceus
- Тиран-розбійник, Legatus leucophaius
- Тиран-плоскодзьоб малий, Ramphotrigon megacephalum
- Тиран-плоскодзьоб рудохвостий, Ramphotrigon ruficauda
- Pitangus sulphuratus(інші мови)
- Пітанга мала, Philohydor lictor
- Tyrannopsis sulphurea(інші мови)
- Пітанга-великодзьоб, Megarynchus pitangua
- Тиран смугастий, Myiodynastes maculatus
- Бієнтевіо рудокрилий, Myiozetetes cayanensis
- Бієнтевіо малий, Myiozetetes luteiventris
- Конопа жовтогорла, Conopias parvus
- Empidonomus varius(інші мови)
- Туквіто чорноголовий, Griseotyrannus aurantioatrocristatus
- Тиран білогорлий, Tyrannus albogularis
- Тиран тропічний, Tyrannus melancholicus
- Тиран вилохвостий, Tyrannus savana
- Тиран королівський, Tyrannus tyrannus
- Тиран сірий, Tyrannus dominicensis
- Планідера сіра, Rhytipterna simplex
- Планідера світлочерева, Rhytipterna immunda
- Тиран-свистун суринамський, Sirystes subcanescens
- Копетон темноголовий, Myiarchus tuberculifer
- Копетон неотропічний, Myiarchus swainsoni
- Копетон чорнодзьобий, Myiarchus ferox
- Копетон блідий, Myiarchus tyrannulus
- Colonia colonus(інші мови)
- Курета руда, Myiophobus roraimae
- Курета іржаста, Myiophobus fasciatus
- Тиранчик-короткодзьоб північний, Sublegatus arenarum
- Тиранчик-короткодзьоб амазонійський, Sublegatus obscurior
- Тиранчик-короткодзьоб південний, Sublegatus modestus
- Pyrocephalus rubinus(інші мови)
- Віюдита ряба, Fluvicola pica
- Віюдита білоголова, Arundinicola leucocephala
- Ада рудохвостий, Knipolegus poecilurus
- Ада амазонійський, Knipolegus poecilocercus
- Пітайо річковий, Ochthornis littoralis
- Москверо бурий, Cnemotriccus fuscatus
- Москверо бронзовий, Lathrotriccus euleri
- Піві північний, Contopus cooperi
- Піві сивий, Contopus fumigatus
- Піві сірий, Contopus cinereus
- Піві еквадорський, Contopus nigrescens

Родина: Віреонові (Vireonidae)
- Віреон рудобровий, Cyclarhis gujanensis
- Віреончик гвіанський, Hylophilus pectoralis
- Віреончик жовтоволий, Hylophilus thoracicus
- Віреон сіроголовий, Vireolanius leucotis
- Віреончик рудолобий, Tunchiornis ochraceiceps
- Віреончик вохристощокий, Pachysylvia muscicapina
- Віреончик сірокрилий, Vireo sclateri
- Віреон червоноокий, Vireo olivaceus (?)
- Віреон білобровий, Vireo chivi
- Віреон чорновусий, Vireo altiloquus

Родина: Воронові (Corvidae)
- Пая гіацинтова, Cyanocorax violaceus (H)
- Пая білощока, Cyanocorax cayanus

Родина: Ластівкові (Hirundinidae)
- Ластовиця патагонська, Pygochelidon cyanoleuca
- Ластівка чорношия, Pygochelidon melanoleuca
- Ластівка рудоголова, Alopochelidon fucata
- Ластівка білосмуга, Atticora fasciata
- Ластівка карликова, Atticora tibialis
- Ластівка пампасова, Stelgidopteryx ruficollis
- Щурик бурий, Progne tapera
- Щурик пурпуровий, Progne subis
- Щурик антильський, Progne dominicensis (H)
- Щурик сірогорлий, Progne chalybea
- Білозорка річкова, Tachycineta bicolor (H)
- Білозорка білокрила, Tachycineta albiventer
- Ластівка берегова, Riparia riparia
- Ластівка сільська, Hirundo rustica
- Ясківка білолоба, Petrochelidon pyrrhonota (H)

Родина: Воловоочкові (Troglodytidae)
- Шпалюшок каштановий, Microcerculus ustulatus
- Шпалюшок смугокрилий, Microcerculus bambla
- Волоочко співоче, Troglodytes aedon
- Волоочко венесуельське, Troglodytes rufulus
- Овад річковий, Cistothorus platensis
- Різжак білобровий, Campylorhynchus griseus
- Поплітник темнощокий, Pheugopedius coraya
- Поплітник амазонійський, Cantorchilus leucotis
- Тріщук біловолий, Henicorhina leucosticta
- Тріскопліт рудолобий, Cyphorhinus arada

Родина: Комароловкові (Polioptilidae)
- Комароловка білоброва, Microbates collaris
- Комароловка довгодзьоба, Ramphocaenus melanurus
- Комароловка тропічна, Polioptila plumbea
- Комароловка каєнська, Polioptila guianensis

Родина: Donacobiidae
- Мімик, Donacobius atricapilla

Родина: Дроздові (Turdidae)
- Дрізд-короткодзьоб бурий, Catharus fuscescens
- Дрізд-короткодзьоб малий, Catharus minimus
- Дрізд-самітник, Cichlopsis leucogenys
- Дроздик світлоокий, Turdus leucops
- Дроздик жовтоногий, Turdus flavipes
- Дрізд світлогрудий, Turdus leucomelas
- Дрізд рудий, Turdus fumigatus
- Дрізд голоокий, Turdus nudigenis
- Дрізд брунатний, Turdus lawrencii
- Дрізд пантепуйський, Turdus murinus
- Дрізд кампінаський, Turdus arthuri
- Дрізд капуциновий, Turdus olivater
- Дрізд білосмугий, Turdus albicollis

Родина: Пересмішникові (Mimidae)
- Пересмішник сивий, Mimus gilvus

Родина: Плискові (Motacillidae)
- Щеврик пампасовий, Anthus chii

Родина: В'юркові (Fringillidae)
- Чиж червоний, Spinus cucullatus
- Spinus magellanicus(інші мови)
- Органіст синьошиїй, Chlorophonia cyanea
- Гутурама сіра, Euphonia plumbea
- Гутурама пурпуровоголова, Euphonia chlorotica
- Гутурама гаянська, Euphonia finschi
- Гутурама золотолоба, Euphonia xanthogaster
- Гутурама світлогорла, Euphonia chrysopasta
- Гутурама білогуза, Euphonia minuta
- Гутурама фіолетова, Euphonia violacea
- Гутурама золотоплеча, Euphonia cayennensis

Родина: Passerellidae
- Багновець південний, Ammodramus humeralis
- Тихоголос амазонійський, Arremon taciturnus
- Бруант рудошиїй, Zonotrichia capensis
- Заросляк іржастоголовий, Atlapetes personatus

Родина: Трупіалові (Icteridae)
- Гоглу, Dolichonyx oryzivorus
- Шпаркос східний, Sturnella magna
- Шпаркос савановий, Leistes militaris
- Конота зелена, Psarocolius viridis
- Шапу, Psarocolius decumanus
- Касик жовтохвостий, Cacicus cela
- Касик червоногузий, Cacicus haemorrhous
- Трупіал венесуельський, Icterus icterus
- Трупіал жовтоплечий, Icterus cayanensis
- Трупіал цитриновий, Icterus nigrogularis
- Вашер великий, Molothrus oryzivorus
- Вашер синій, Molothrus bonariensis
- Гракл карибський, Quiscalus lugubris
- Трупіал танагровий, Lampropsar tanagrinus
- Еполетик тепуйський, Macroagelaius imthurni
- Каруг жовтоголовий, Chrysomus icterocephalus

Родина: Піснярові (Parulidae)
- Смугастоволець річковий, Parkesia noveboracensis
- Пісняр жовтий, Protonotaria citrea
- Жовтогорлик південний, Geothlypis aequinoctialis
- Пісняр горихвістковий, Setophaga ruticilla
- Пісняр тропічний, Setophaga pitiayumi
- Пісняр-лісовик каштановий, Setophaga castanea (H)
- Пісняр-лісовик рудоволий, Setophaga fusca (H)
- Пісняр-лісовик золотистий, Setophaga petechia
- Пісняр-лісовик білощокий, Setophaga striata
- Коронник жовтий, Myiothlypis flaveola
- Коронник річковий, Myiothlypis rivularis
- Коронник цитриновий, Myiothlypis bivittata
- Коронник малий, Basileuterus culicivorus
- Чернітка чорногорла, Myioborus miniatus
- Чернітка тепуйська, Myioborus castaneocapilla

Родина: Mitrospingidae
- Танагра-потрост оливкова, Mitrospingus oleagineus
- Танагра червонодзьоба, Lamprospiza melanoleuca

Родина: Кардиналові (Cardinalidae)
- Піранга сонцепера, Piranga flava
- Піранга пломениста, Piranga rubra
- Піранга кармінова, Piranga olivacea (H)
- Піранга білокрила, Piranga leucoptera
- Гранатела мала, Granatellus pelzelni
- Кардинал жовточеревий, Caryothraustes canadensis
- Кардинал червоно-чорний, Periporphyrus erythromelas
- Лускар бірюзовий, Cyanoloxia rothschildii
- Лускун, Spiza americana

Родина: Саякові (Thraupidae)
- Танагра ультрамаринова, Cyanicterus cyanicterus
- Танагрець масковий, Nemosia pileata
- Саї великий, Chlorophanes spiza
- Танагрик чорнощокий, Hemithraupis guira
- Танагрик жовтогорлий, Hemithraupis flavicollis
- Тамаруго мангровий, Conirostrum bicolor
- Тамаруго рудогузий, Conirostrum speciosum
- Посвірж лимонний, Sicalis citrina
- Посвірж золотоголовий, Sicalis flaveola
- Посвірж короткодзьобий, Sicalis luteola
- Насіннєїд тонкодзьобий, Catamenia homochroa (H)
- Квіткокол великий, Diglossa major
- Якарина, Volatinia jacarina
- Танагра-жалібниця вогнисточуба, Loriotus cristatus
- Танагра-жалібниця білоплеча, Loriotus luctuosus
- Танагра-жалібниця золоточуба, Tachyphonus surinamus
- Танагра-жалібниця велика, Tachyphonus rufus
- Танагра-жалібниця червоноплеча, Tachyphonus phoenicius
- Танагра сіроголова, Eucometis penicillata
- Червоночубик вогнистий, Coryphospingus cucullatus (H)
- Тапіранга пурпурова, Ramphocelus carbo
- Танагра-сикіт рудогуза, Lanio fulvus
- Танагра-медоїд короткодзьоба, Cyanerpes nitidus
- Танагра-медоїд пурпурова, Cyanerpes caeruleus
- Танагра-медоїд бірюзова, Cyanerpes cyaneus
- Терзина, Tersina viridis
- Цукрист масковий, Dacnis lineata
- Цукрист блакитний, Dacnis cayana
- Зерноїд острівний, Sporophila bouvronides
- Зерноїд біловусий, Sporophila lineola
- Зерноїд рудочеревий, Sporophila castaneiventris
- Зерноїд малий, Sporophila minuta
- Рисоїд чорноголовий, Sporophila angolensis
- Рисоїд білодзьобий, Sporophila maximiliani
- Рисоїд болотяний, Sporophila crassirostris
- Зерноїд золотодзьобий, Sporophila intermedia
- Зерноїд плямистокрилий, Sporophila americana
- Вівсянка білошия, Sporophila fringilloides
- Зерноїд чорнощокий, Sporophila nigricollis
- Зерноїд попелястий, Sporophila schistacea
- Зерноїд сивий, Sporophila plumbea
- Зернолуск великий, Saltator maximus
- Saltator olivascens
- Зернолуск білогорлий, Saltator grossus
- Трав'янець гострохвостий, Emberizoides herbicola
- Цереба, Coereba flaveola
- Потрост чорний, Asemospiza fuliginosa
- Paroaria gularis(інші мови)
- Тангар чорнощокий, Schistochlamys melanopis
- Тангар строкатий, Cissopis leverianus
- Танагра синьокрила, Stilpnia cyanoptera
- Танагра вохриста, Stilpnia cayana
- Танагра маскова, Stilpnia nigrocincta (H)
- Танагра бірюзова, Tangara mexicana
- Танагра зеленоголова, Tangara chilensis
- Танагра червоночерева, Tangara velia
- Гирола, Tangara gyrola
- Саяка блакитна, Thraupis episcopus
- Саяка пальмова, Thraupis palmarum
- Танагра гаянська, Ixothraupis varia
- Танагра цяткована, Ixothraupis guttata
- Танагра жовточерева, Ixothraupis xanthogastra
- Танагра дроздова, Ixothraupis punctata